# Itara latipennis
Itara latipennis är en insektsart som beskrevs av Lucien Chopard 1930. Itara latipennis ingår i släktet Itara och familjen syrsor. Inga underarter finns listade i Catalogue of Life.